# ساندرا كلوسل
ساندرا كلوسل (بالألمانية: Sandra Klösel) مواليد 22 يونيو 1979 في أوبركيرش، بادن-فورتمبيرغ، ألمانيا الغربية، هي لاعبة كرة مضرب ألمانية سابقة بدأت مسيرتها كمحترفة سنة 1995 وكانت تلعب باليد اليمنى، اعتزلت اللعب في 2009. أعلى تصنيف لها في الفردي كان المركز الـ 87 في سنة 2007. أعلى تصنيف لها في الزوجي كان المركز الـ 128 في سنة 2007.

## وصلات خارجية
- ساندرا كلوسل على موقع رابطة محترفات التنس (الإنجليزية)
- ساندرا كلوسل على موقع الاتحاد الدولي لكرة المضرب (الإنجليزية)
- ساندرا كلوسل على موقع كأس بيلي جين كينغ (الإنجليزية)
- ساندرا كلوسل على موقع خلاصة التنس.كوم (الإنجليزية)

- الموقع الرسمي